# One Year to Live

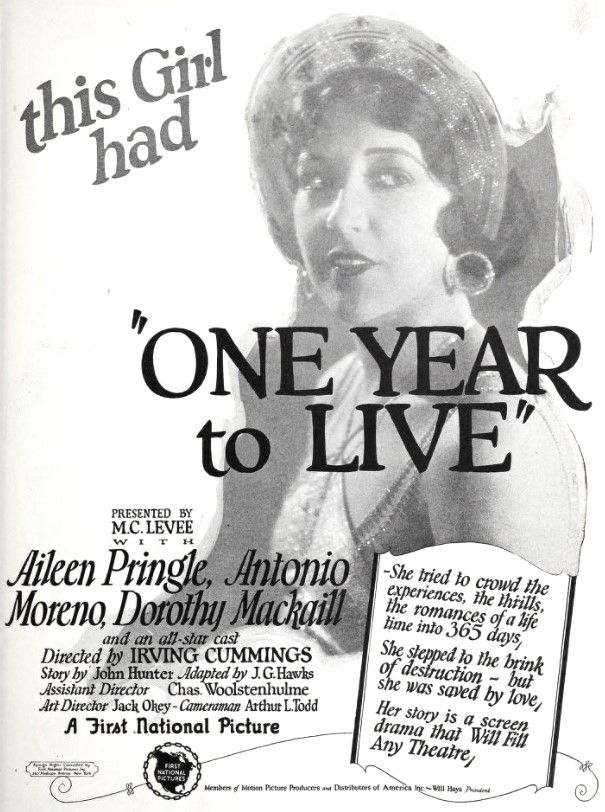
Annonce pour le film dans Exhibitors Herald.

One Year to Live est un film américain réalisé par Irving Cummings, sorti en 1925.

## Synopsis
À Paris, Élise est la servante de Lolette, une grande danseuse. Tom Kendrick, un soldat américain, vient lui dire adieu et est intrigué lorsqu'il voit Élise danser alors qu'elle se croit seule. Il tombe amoureux d'elle et abandonne Lolette pour elle au bal donné dans son théâtre par Brunel, ce qui met Élise en difficulté avec Lolette. Il lui déclare son amour et promet d'écrire chaque jour lors de son voyage de retour aux États-Unis et à son retour, après sa démobilisation. Le docteur Lapierre, qui soigne Marthe, la sœur alitée d'Élise, aime aussi Élise, soudoie le concierge pour qu'il détruise les lettres de Kendrick, et dit à Élise qu'elle n'a plus qu'un an à vivre.

## Fiche technique
- Réalisation : Irving Cummings
- Scénario : J.G. Hawks, Robert E. Hopkins
- Photographie : Arthur L. Todd
- Montage : Charles J. Hunt
- Genre : Mélodrame[2]
- Production : First National Pictures
- Durée : 70 minutes
- Date de sortie : 15 mars 1925

## Distribution
- Aileen Pringle : Elsie Duchanier
- Dorothy Mackaill : Marthe

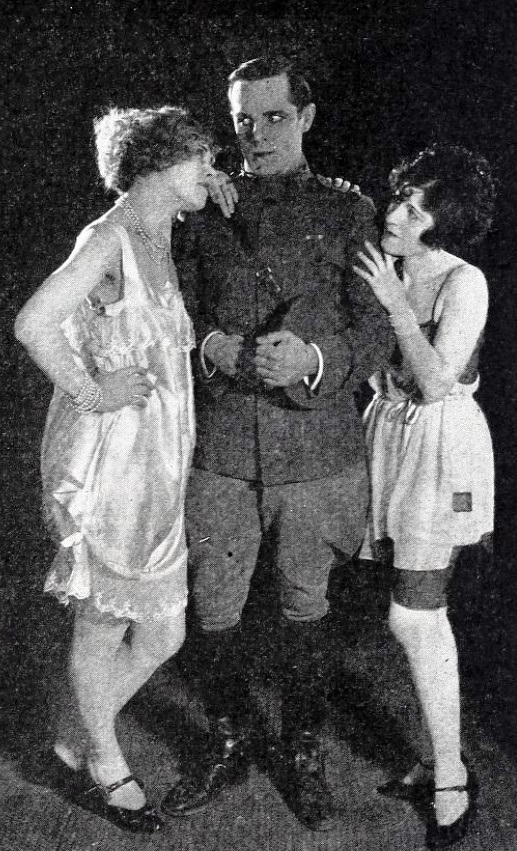
Antonio Moreno avec deux actrices non identifiées.

- Sam De Grasse : Dr. Lucien La Pierre
- Rosemary Theby : Lolette
- Leo White : Stage Manager
- Joseph Kilgour : Maurice Brunel
- Antonio Moreno : Captaine Tom Kendrick
- Rose Dione : Nanette
- Chester Conklin : Froquin